# Cardanische ophanging

Cardanische ophanging met drie assen

Cardanische ophanging met drie assen, de verticale as kan met een gyroscoop worden gefixeerd

Bij een cardanische ophanging, bijvoorbeeld van een lamp of een standaardkompas, is het voorwerp binnen een ronde ring opgehangen aan twee scharnieren die op één lijn liggen die door het midden van de cirkel loopt. De ronde ring is zelf ook weer op dezelfde manier opgehangen in een wat wijdere ring, maar met scharnieren op een lijn die loodrecht staat op de eerste. De cardanische ophanging is genoemd naar de Italiaanse renaissancewetenschapper Girolamo Cardano, die hem overigens niet heeft uitgevonden.
Er kan eventueel een derde ring worden toegevoegd waarvan de as loodrecht op beide voorgaande staat. Hierdoor kan het opgehangen voorwerp vrijelijk roteren om twee, bij drie ringen drie, assen. Als het zwaartepunt excentrisch ligt ten opzichte van het middelpunt van de ringen zal het opgehangen voorwerp steeds rechtop blijven hangen ondanks bewegingen van de buitenste ring die vastzit aan bijvoorbeeld een boot of vliegtuig. 
De belangrijkste toepassingen van deze ophanging zijn de gyroscoop, de cardanaandrijving van een auto en in onbemande luchtvaartuigen, dus in drones met een cardanische ophanging voor de camera.